# Palazzo dei Cavalcanti
Il palazzo dei Cavalcanti è un edificio storico del centro di Firenze, situato in via de' Calzaiuoli 9r-11r-13r-15r-17r angolo via Porta Rossa 2.

## Storia
Il palazzo determina la cantonata di quella che una volta, non a caso si chiamava, via de' Cavalcanti, dal nome della famiglia che lo possedette.
Delle vicende storiche che l'edificio dovrebbe testimoniare rende bene memoria Federico Fantozzi che, ricordandolo come casa Conti, lo identifica nel luogo dove "nacquero ed abitarono Guido Cavalcanti filosofo epicureo amico di Dante e discepolo di ser Brunetto Latini, morto l'anno 1300, e Bartolomeo Cavalcanti letterato del secolo XVI, morto in Padova nel 1562".
Il palazzo fu uno dei pochi superstiti dell'ampliamento di via de' Calzaiuoli tra il 1841 e il 1844, poiché situato in un tratto della strada già considerevolmente ampio.
Per quanto riguarda la storia conservativa della fabbrica si segnala un cantiere di restauro nel 1887, di cui si accenna nelle pagine di "Arte e Storia", che tuttavia non è da identificare con quello, più tardo, al quale si deve il recupero e l'integrazione delle porzioni in pietra. 

## Descrizione
Il palazzo sviluppa sul fronte principale di via dei Calzaiuoli per cinque assi organizzati su cinque piani, i primi due con paramento alla rustica. Presenta alcune grandi arcate a tutto sesto, sede oggi come nel Medioevo di attività commerciali, che proseguono senza interruzione anche sull'edificio attiguo, già sede della Compagnia di Orsanmichele. Il pian terreno e il primo piano, dove si apre una fila di finestre rettangolari, sono coperti da un bugnato irregolare, mentre i piani superiori, con finestre ad arco tamponate e sostituite da finestre rettangolari, sono intonacati.
Nonostante le ampie integrazioni in pietra artificiale, è ancora leggibile il disegno dell'originario edificio trecentesco di proprietà della famiglia Cavalcanti, alla quale si riferisce il bello scudo posto sulla cantonata con l'arme della famiglia (d'argento, seminato di crocette patenti ritrinciate di rosso) e l'altro oramai illeggibile (ma segnalato da Walther Limburger) al limitare destro del fronte. Sempre su questo lato si individuano alcune tracce di sporti, a ricordare l'originaria presenza di un chiasso che divideva questa fabbrica dalla successiva, residenza dei capitani di Orsanmichele. 
Al centro della facciata, sormontata da un piccolo scudo moderno, è una lapide con i versi con i quali Dante riferisce il dialogo fra lui e Cavalcante, padre di Guido Cavalcanti (Inf. X, 58-63), collocata fra il 1900 e il 1907 d'iniziativa del Comune a cura di una commissione della quale faceva parte Guido Carocci.
| · SE PER QVESTO CIECO CARCERE VAI PER ALTEZZA D'INGEGNO, MIO FIGLIO OV'È? E PERCHÉ NON È TECO? ED IO A LVI: DA ME STESSO NON VEGNO: COLVI CHE ATTENDE LÀ PER QVI MI MENA, FORSE CVI GVIDO VOSTRO EBBE A DISDEGNO. -DANTE-INF · , X · 58-63- |

Tra il 15 e il 17 rosso si trovano inoltre due pietrini del Capitolo Fiorentino coi numeri d'inventario in cifre romane 26 e 27. Si tratta quasi certamente di un ricollocamento defilato di queste due memorie che dovevano stare sopra ad altrettanti fondi un tempo posseduti dal capitolo canonici della cattedrale.
Il palazzo confina, quasi senza soluzione di continuità, col palazzo dei Capitani di Orsanmichele.